# Corinna travassosi
Corinna travassosi là một loài nhện trong họ Corinnidae.
Loài này thuộc chi Corinna. Corinna travassosi được Cândido Firmino de Mello-Leitão miêu tả năm 1939.